# Ken Fletcher
Pour les articles homonymes, voir Fletcher.
Kenneth Norman Fletcher, né le 15 juin 1940 à Brisbane et mort le 11 février 2006, est un joueur de tennis australien des années 1960.

## Carrière
Ken Fletcher est lauréat de 12 titres du Grand Chelem en double et finaliste malheureux en simple aux Internationaux d'Australie en 1963 (contre Roy Emerson).
Il est le premier joueur à avoir réalisé le Grand Chelem en double mixte, en 1963 avec Margaret Smith Court. Les années suivantes, il a remporté les tournois de double mixte en Australie en 1964, de Roland-Garros en 1964 et 1965 et de Wimbledon en 1965, 1966 et 1968, tous avec Margaret Smith Court.
Bien que membre de l'équipe australienne de Coupe Davis dans les années 1960, il n'a jamais pu jouer un seul match, en raison du niveau exceptionnel de ses coéquipiers Rod Laver et Roy Emerson.
En décrivant son jeu, son ancienne partenaire Margaret Smith Court a déclaré un jour : « Fletch avait d'excellents réflexes, un très bon sens de l'anticipation et un coup droit épatant. »